# Sternatia
Sternatia es una localidad italiana de la provincia de Lecce, región de Puglia, con 2.489 habitantes.

## Evolución demográfica
| Gráfica de evolución demográfica de Sternatia entre 1861 y 2001 |
|                                                                 |
| Fuente ISTAT - elaboración gráfica de Wikipedia                 |